# Арсенали Росії
Арсенали Російської федерації — військові підрозділи з виготовлення, ремонту й збереження озброєння та військового спорядження.

## Арсенали у містах
Серед найнебезпечніших військових арсеналів, що розташовані у межах російських міст першочерговим є арсенал в Ульяновську. Інші арсенали, що є у межах міст Росії, що являють загрозу й пропонуються громадськістю до виносу за межі міст:
- Північний арсенал Міністерства оборони Російської Федерації, Мурманськ Мурманська область
- Далекосхідний арсенал — Владивосток Приморський край
- 5-й арсенал Міністерства оборони Російської Федерації — Алатир Чувашія
- 6-й арсенал Військово-Морського Флоту Міністерства оборони Російської Федерації — Некрасовське Некрасовський район Ярославської області
- 10-й арсенал Військово-Морського Флоту Міністерства оборони Російської Федерації — Канськ Красноярський край
- 15-й арсенал Військово-Морського Флоту Міністерства оборони Російської Федерації — Велика Іжора Ломоносовський район Ленінградської області
- 18-й арсенал Військово-Морського Флоту Міністерства оборони Російської Федерації — Санкт-Петербург
- 31-й арсенал Міністерства оборони Російської Федерації — Ульяновськ Ульяновська область
- 39-й арсенал Міністерства оборони Російської Федерації — Перм Пермський край
- 55-й арсенал Міністерства оборони Російської Федерації — Ржев Тверська область
- 59-й арсенал Міністерства оборони Російської Федерації — Москва
- 60-й арсенал Міністерства оборони Російської Федерації — Калуга Калузька область
- 63-й арсенал Міністерства оборони Російської Федерації — Липецьк Липецька область
- 5-й арсенал Міністерства оборони Російської Федерації — Серпухов Московська область
- 103-й арсенал Міністерства оборони Російської Федерації — Саранськ Мордовія
- 116-й арсенал Міністерства оборони Російської Федерації — Краснооктябрський Медведовський район Марій Ел

- 118-й арсенал Військово-Морського Флоту Міністерства оборони Російської Федерації — Новосибірськ Новосибірська область

## Арсенали 12 ГУ МО РФ
Арсенали 12-го Головного управління Міністерства оборони Росії були успадковані від ГУ МО СРСР. На них зберігається ядерна зброя для усіх видів Збройних сил РФ, та у минулому — СРСР.

## Арсенали ГРАУ
Арсенали Головного ракетно-артилерійського управління МО РФ:
- 8-й арсенал ГРАУ, в/ч 41686, місто Рибінськ, Ярославська область
- 13-й арсенал ГРАУ, в/ч 64531, село Котово, Новгородська область [3][4]
- 23-й арсенал ГРАУ, в/ч 71628, «Торопець-2», село Нелідово Тверська область[3]
- 40-й арсенал ГРАУ, в/ч 55443-ВП (колишня в/ч 42262), ст.Городищи Володимирська область
- 51-й арсенал ГРАУ, в/ч 11785, м.Кіржач Барсово Володимирська область[3]
- 53-й арсенал ГРАУ, в/ч 64469, «Дзержинськ-38» місто Юганець Нижньогородська область
- 54-й арсенал ГРАУ, в/ч 32358, «Бологоє-5» Куженкіно-1 Тверська область[5]
- 60-й арсенал ГРАУ, в/ч 86283, (колишня в/ч 42702) — «Калуга-32» Гвардійська, 1 в / г «906 база» Калузька область[6]
- 63-й арсенал ГРАУ, в/ч 11700, «Липецьк-29» п. Дачний Липецька область, з 2010 260-а Центральна ракетно-артилерійська база (в/ч 86295[7])
- 67-й арсенал ГРАУ, в/ч 55443-БК (-41), (колишня в/ч 92919), місто Карачев Брянська область[3][8]
- 68-й арсенал ГРАУ, в/ч 30148, Моздок ст. Луковська Північна Осетія[3]
- 70-й арсенал ГРАУ, в/ч 58661-ББ (-48) (раніше в/ч 92922), село Кедровка, Свердловська область
- 73-й арсенал ГРАУ, в/ч 11931, «Ковров-31», село Есіно Володимирська область,  [3]
- 93-й арсенал ГРАУ, в/ч 68586 (55443-ТД) «Бологоє-4» Куженкіно-2 Тверська область   [9]
- 97-й арсенал ГРАУ, в/ч 86741 «Скопин-51» Шелемишевські Хутора[ru] станція Говорово Рязанська область[10]
- 101-й арсенал ГРАУ, в/ч 55448, «Інза-40» Глотовка Ульяновська область
- 107-й арсенал ГРАУ, в/ч 55443-ТТ (колишня в/ч 11777), місто Торопець Тверська область [11]
- 120-й арсенал ГРАУ, в/ч 42696, м. Брянськ Брянська область
- Арсенал ГРАУ в/ч 57229-51 Котлубань Волгоградської області (колишня в/ч 92921) [12][13].
- в/ч 62033 арсенал — Алатир Хмельницького, 43 + 45 Чувашія
- в/ч 40951 — Чегдомин Мира пр, 3 Хабаровський край
- в/ч 74085 — Перм-2 в / г 1 "Кр. Казарми" Пермський край
- в/ч 67877 — Багратионовск ст. Ладушкін Калінінградська область
- в/ч 86791 — Белоярский п. Гагарській роз'їзд (Кате-56) Свердловська область
- в/ч 92746 — Щучье-2 п. Плановий Курганська область
- в/ч 67684 — Іглино п. Урман в / г 1 Башкортостан
- в/ч 86696 — Мала Пурга п. Пугачево Удмуртія
- в/ч 42701 — Саранськ-4 Мордовська, 35 Мордовія
- в/ч 63792 — Іркутськ-37 ст. Батарейна Центральна, 10 Іркутська область
- в/ч 67708 Йошкар-Ола п. Краснооктябрьский Марій Ел
- в/ч 435 Армавір Краснодарський край
- в/ч 42727 Камбарка Удмуртія
- в/ч 55487 Амурська п. Ельбан Хабаровський край
- в/ч 55498 Кизнер Соснова, в / г 1 Удмуртія
- в/ч 63292 Улан-Уде-19 Волочаївська, 30 (ст. Тальци) Бурятія
- в/ч 63779 Омськ-99 Омська область

- в/ч Коломна Московська область
- в/ч Самара Самарська область
- в/ч Тюмень п. Озеро Андріївське Тюменська область
- в/ч Ваніно Хабаровський край

Колишні арсенали ГРАУ:
- 22-й арсенал ГРАУ, в/ч 62059, «Сизрань-2» село Сердовіно Самарська область
- 55-й арсенал ГРАУ, в/ч 41710, «Ржев-9» с.Мончалово Тверська область
- 59-й арсенал ГРАУ, в/ч 42697 — Бабушкино Московська область

## Арсенали Військово-морського флоту Росії
- в/ч 09919 — Ярославль-55 п. Бурмакино-1 Ярославська область
- в/ч 78309 — Канськ-4 Герцена, 9 Красноярський край
- в/ч 20991 — Північний флот Полярний Мурманська область
- в/ч 34236 — Ульяновськ-22 п. Травнева Гора в / г 26 Ульяновська область

- в/ч 53140 — Новосибірськ-95 п. Пашин Флотська, Новосибірська область
- в/ч 10718 РХБЗ — Військово-морський флот РФ Рибінськ п. Березняки (ст. Кобостово) Ярославська область
- в/ч 31353 — Йошкар-Ола-27 п. Бабак Марій Ел
- в/ч 90677 Філія Арс Військово-морський флот РФ Новосибірськ-95 п. Пашин Новосибірська область
- Ц Військово-морський флот РФ Ярославська область

### Арсенали Чорноморського флоту
- арсенал ЧФ — Севастополь Сухарна балка, Україна;
- в/ч 90989 місто Балаклава Крим, Україна (Ремонтна технічна база Чорноморського флоту), до кінця 1961 року тут збиралася ядерна зброя; розформовано.

### Арсенали Балтійського флота
- в/ч 69233 — БФ Ломоносов п. Б.Іжора Приморське ш, 14 Санкт-Петербург
- в/ч 56016 — ЛенВМБ БФ Кронштадт, пр. Леніна, 1 / Макарівська вул., 2 Санкт-Петербург

### Арсенали Тихоокеанського флота
- Тихоокеанський флот П-К Камчатський край
- в/ч 10482 — Тихоокеанський флот Владивосток-100 (о-в Русский) б. Новий Джигит Примор'ї
- в/ч 63890 РАВ Тихоокеанський флот Владивосток-88 п. Снігова Долина (II Річка) Снігова, 33 Примор'ї
- в/ч 90877 Тихоокеанський флот Владивосток-38 Примор'ї;
- в/ч 81388 селище Дунай (Шкотово-22) Приморського краю (Ремонтна технічна база Тихоокеанського флоту), до кінця 1961 року тут збиралася ядерна зброя[1].

## АрсеналиРакетних військ стратегічного призначення
- 21-й арсенал РВСП, в/ч 56653, «Косуліно-1», селище Хризолітовий Свердловская область[14]
- 27-й арсенал РВСП, в/ч 32193 Дальнє Константиново-5 (село Суроватиха) Нижегородська область 27-й арсенал РВСН войсковая часть 32193
- 29-й арсенал РВСП, в/ч 25850 — «Балезіно-3» (ст. Пібаньшур) Удмуртія.

## Арсенали військ радіаційного, хімічного і біологічного захисту
- в/ч 42734 Арсенал РХБЗ, Шихани-4 (Вольськ-15) Дачна вулиця, Саратовська область: поблизу, у селищі Шихани-1 (Вольськ-17) розташовано Державний інститут технології оргсинтезу (ДІТОС) з дослідним заводом, де було розроблено препарат «Новачок», що використана для отруєння Скрипалів у Солсбері; у Шиханах-2 (Вольськ-18) продовжує працювати 33-й Центральний науково-дослідний випробувальний інститут Міноборони РФ з полігоном, розташована 1-ша мобільна бригада радіаційного, хімічного й біологічного захисту (РХБЗ) й 9-й полк радіохімічної розвідки й засічки (в/ч 29753[15]);[16]
- в/ч 35776 Війська радіаційного, хімічного і біологічного захисту Камбарка
- в/ч 31037 РХБЗ БФ Балтійськ п. Павлово + п. Мечнікове Калінінградська область
- в/ч 96688 Війська радіаційного, хімічного і біологічного захисту Пугачов п. Гірський Саратовська область

## Арсенали ВПС і ППО
- 12-й арсенал ВПС і ППО, в/ч 23455, ВПС Інза п. Базарний Сизган-1 Тухачевського, 42 Ульяновська область
- 28-й арсенал ВПС і ППО, в/ч 14272 — ПКС Сосни п. Знам'янка-1 в / г Первомайський Тамбовська область
- в/ч 21228 — ВПС ВПС Оричи-5 п. Марадиковском Рад. Армії, Кіров Кіровська область
- в/ч 15699 — ППО ГКСВ Серпухов-4 Московське ш, 60 Московська область
- в/ч 58172 ППО ППО Ногінськ-23 п. Черноголовка в/г Макарово (Ногінськ-4) Московська область;
- в/ч 62834 «Об'єкт 956» — «Оленєгорськ-2» селище Рамозеро, Мурманська область; ЦБЗ ЯЗ та Ремонтна технічна база ВПС, на якій до 1961 року збиралася ядерна зброя[1];[17]Об'єкт 956
- в/ч 42623 селище Орліний Свободний-21, ймовірно арсенал ВВС[1].

## Інші арсенали
- в/ч 92746 151 ЦАББ ГКСВ Щучьє-2 п. Плановий Курганська область;
- в/ч 42754 1263 ІВ ГКСВ Александров-4 п. Плехани в / г 1 Арсак Володимирська область;
- в/ч 1962 ІВ ГКСВ Думчино;
- ВАТ «Далекосхідний арсенал» — утилізація зброї — Владивосток-65 Сипягина, 21;[18]
- в/ч 42706 Нова Усмань п. Воля Воронежская область.
- в/ч 72431 1411-й артилерійський склад боєприпасів село Ковбасна, Молдова.